# Heinz Nerlich
Heinz Nerlich (* 8. Mai 1927 in Berlin) ist ein ehemaliger deutscher Politiker der DDR-Blockpartei National-Demokratische Partei Deutschlands (NDPD).
Nerlich absolvierte nach dem Besuch der Volksschule zwischen 1942 und 1944 eine Lehre zum Betriebs- und Maschinenschlosser. Nach dem Kriegsende 1945, an das sich offensichtlich eine Kriegsgefangenschaft anschloss, war Nerlich zunächst von 1946 bis 1947 als Landarbeiter tätig. Anschließend absolvierte er eine Umschulung zum Installateur und Heizungsbauer und war in diesem beruf bis 1959 tätig. Danach besuchte er bis 1960 die Meisterschule des Handwerks in Magdeburg, die er 1960  mit den Abschlüssen als Klempner- und Installateurmeister sowie Heizungstechniker verließ. Ausgerüstet mit dieser Qualifizierung übernahm Nerlich anschließend als Vorsitzender die PGH Sanitär in Salzwedel. Die Nachfolgefirma der PGH existiert heute (12/2021) noch in Salzwedel.
Nerlich wurde 1958 Mitglied der NDPD. Zunächst nur im NDPD-Kreisverband Salzwedel tätig, wurde er 1979 Mitglied des NDPD-Bezirksvorstandes Magdeburg. 1981 kandidierte Nerlich erstmals als Kandidat für die Volkskammer. In der Folge war er als NDPD-Abgeordneter in der 8. und 9. Legislaturperiode von 1981 bis 1990 Mitglied der Volkskammer.